# Lestes sponsa
Lestes sponsa е вид водно конче от семейство Lestidae. Видът не е застрашен от изчезване.

## Разпространение
Разпространен е в Австрия, Албания, Андора, Беларус, Белгия, Босна и Херцеговина, България, Великобритания (Северна Ирландия), Германия, Гърция (Егейски острови), Дания, Естония, Иран, Ирландия, Испания, Италия, Латвия, Литва, Люксембург, Ман, Молдова, Нидерландия, Норвегия, Полша, Португалия, Северна Македония, Румъния, Русия, Словакия, Словения, Сърбия, Турция, Украйна (Крим), Унгария, Финландия, Франция, Хърватия, Черна гора, Чехия, Швейцария и Швеция.